# Hispano-flämische Schule

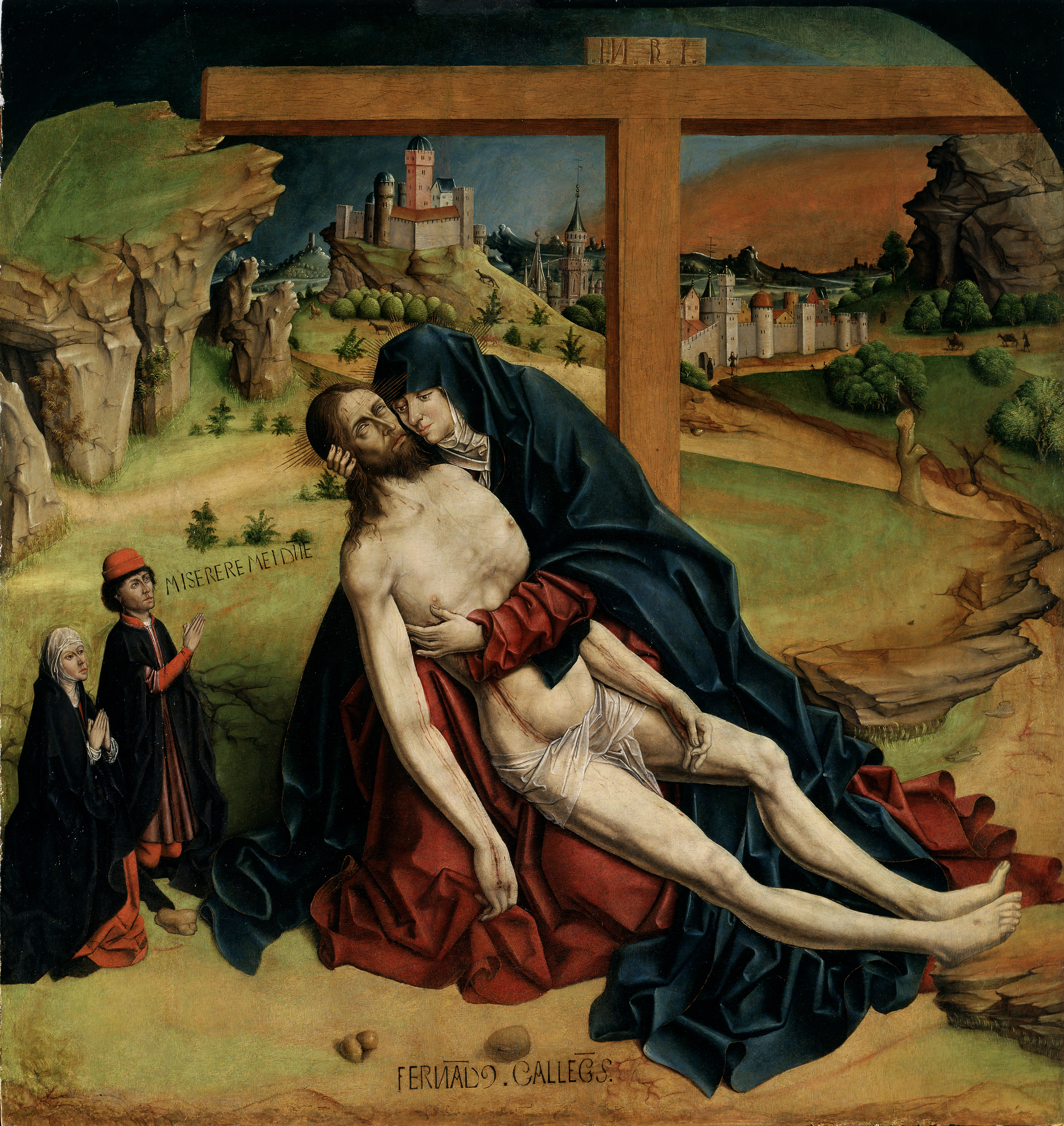
Fernando Gallego – Pietá
(um 1465/70)

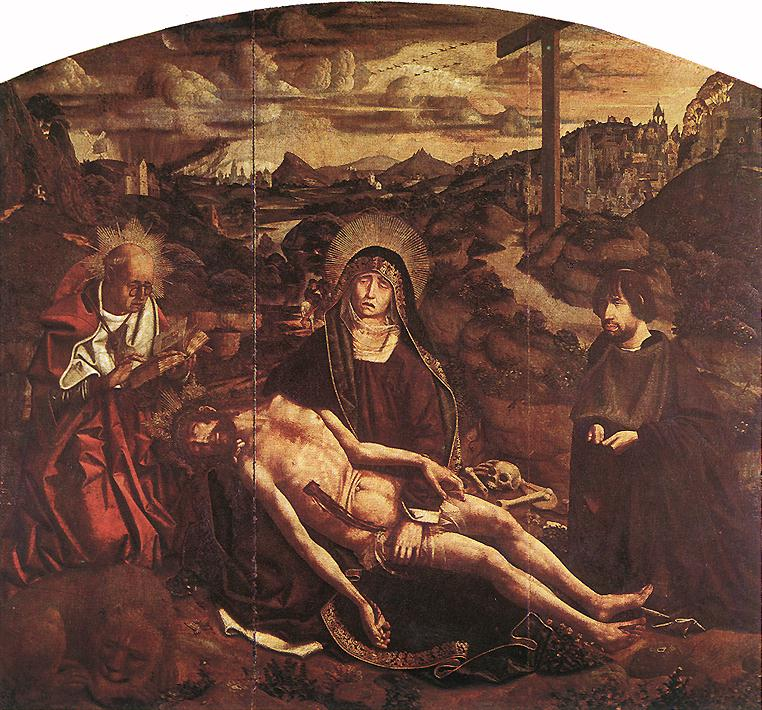
Bermejo: Die Pieta des Domherrn Luis Despla in Zentralperspektive

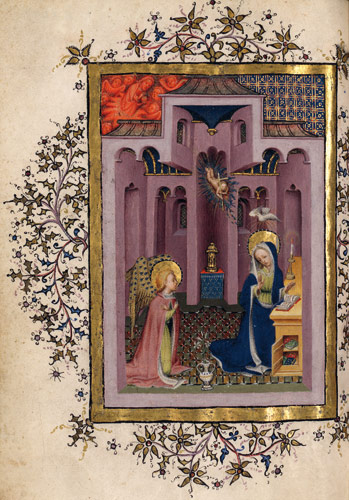
Bernard Martorell: Verkündigung, Miniatur von 1430

Hispano-flämische Schule bezeichnet in Spanien eine Kunstrichtung, die den Realismus der südniederländischen Ars Nova mit regionalen Besonderheiten, italienischen Einflüssen und den Nachwirkungen der Internationalen Gotik verbindet. Oft ist im Vergleich mit den Flamen ein durch weniger buntfarbiges, eher toniges Kolorit zu beobachten, ebenso eine Vorliebe für Vergoldung und Stuckornament. Dennoch bestand eine wichtige Neuerung in der Aufgabe des goldenen Hintergrundes, an dessen Stelle die atmosphärische und perspektivisch gestalteten Landschaften trat.
Bereits im Königreich Aragón mit den Regionen Katalonien und Valencia, wurde die Ars Nova der Flamen schon früh rezipiert. Die spanischen Handelsverbindungen schufen die Basis für den künstlerischen Austausch, und bereits im Jahr 1431 entsandte König Alfons V. von Aragonien seinen Hofmaler Lluís Dalmau ins flämische Brügge, damit dieser sich dort die neue Technik der Ölmalerei aneigne.
Die Ideen und Maltechniken der Flamen wurden dabei aber längst nicht nur in epigonalem (nachahmend) Sinne verwertet, sondern oftmals zu Anregern von gänzlich eigenständigen Kompositionen. Als Hauptvertreter des hispano-flämischen Stils gelten neben Lluís Dalmau (um 1400–1460) der unter anderem in Aragon und Barcelona tätige Bartolomé Bermejo (um 1430–um 1501). Bei Bermejo scheiden sich Vorfeld, Mittelfeld und Fond deutlich voneinander. Die Gliederung dem Raumtiefe erfolgt mit Hilfe der Zentralperspektive. Weitere Künstler aus dieser Zeit sind der Katalane Jaume Huguet (1412–1492), der einflussreiche Fernando Gallego aus Salamanca (um 1440–1507), Lluis Borrassa, der Meister von Tahull, Bernat Martorell, Pedro Berruguete, Alonso de Sedano (Kreuzigungsbild, siehe Bildergalerie: Kathedrale von Mallorca) und der Meister von Avila.